# Arno Pardun
Arno Pardun (* 13. Dezember 1903 in Bromberg; † 30. Januar 1943 in Berlin) war ein deutscher paramilitärischer Aktivist und Komponist. Er ist vor allem bekannt als Komponist des Liedes Volk ans Gewehr.

## Leben und Tätigkeit
Pardun, der von Beruf Kaufmann war, trat zum 22. März 1926 in die Berliner SA und zum 14. Juni desselben Jahres der NSDAP bei (Mitgliedsnummer 38.530). In den nachfolgenden Jahren stieg er als paramilitärischer Aktivist in dieser stetig auf: Nacheinander wurde er zum Sturmführer (August 1927), Sturmbannführer (1. Dezember 1931), Obersturmbannführer (6. August 1933) und Standartenführer (30. Januar 1942) befördert.
Als Hobbymusiker schrieb Pardun 1931 das Kampflied Volk ans Gewehr, das er dem Berliner Gauleiter der NSDAP Joseph Goebbels widmete. Das Lied, das sich durch einen hämmernden Marschrhythmus auszeichnete, wurde erstmals auf einer Kundgebung im Sportpalast in Berlin am 8. Januar 1932 von 150 SA-Leuten der SA-Standarte 7 und von der Kapelle Fuhsel öffentlich vorgetragen. In den folgenden Jahren wurde es zu einem der meistgespielten nationalsozialistischen Lieder.
Parduns Lied gehörte zu den bekanntesten Massenliedern der NS-Zeit: In den 1930er Jahren wurde es vor allem als SA-Marschlied verwendet. Außerdem war es ein Pflichtlied beim Reichsarbeitsdienst. Während des Krieges wurde es – nicht zuletzt durch die Aufnahme in das Soldatenliederbuch Morgen marschieren wir – als Militärlied verwendet. Der Text enthält Anspielungen auf zahlreiche Eckpunkte der NS-Ideologie wie die Forderung nach der Gewinnung von Lebensraum im Osten („Siehst du im Osten das Morgenrot“), scharfen Antisemitismus („Deutschland erwache, Juda den Tod“) und die Beschwörung militärischer Gewalt („Volk ans Gewehr, Volk ans Gewehr“).
Die Parole Volk ans Gewehr geht auf ein Gedicht aus dem Umkreis der Gießener Schwarzen von 1820 zurück („Freiheit, dein Baum fault ab / Jeder am Bettelstab / Beißt bald ins Hungergrab / Volk an’s Gewehr“). Die Melodie besitzt einen Moll-Charakter, Quint- und Quartstrukturen sowie Anklänge an Kirchentonarten vom Liedertypus des 19. Jahrhunderts und war „dem Vorwurf ausgesetzt, undeutsch, russisch oder bolschewistisch zu sein“. Vor allem die Schlagkraft der Refrainzeile gibt dem Kampflied seine Wirkung.
Pardun starb am 30. Januar 1943 als Sonderführer einer Propagandakompanie in einem Reservelazarett. Nach anderen Angaben starb er am 1. Februar 1943.

## Ehe und Familie
Pardun war verheiratet mit Karin (* 30. Mai 1910).

## Schriften
- Heil Führer dir (Hakenkreuzfahne du heiliges Tuch), 1934.